# Héctor Rivas
Héctor Enrique Rivas (27 de setembro de 1968) é um ex-futebolista venezuelano que atuava como defensor.

## Carreira
Héctor Rivas integrou a Seleção Venezuelana de Futebol na Copa América de 1995.